# Elitserien i ishockey 1928/1929
Elitserien i ishockey 1928/1929 var Sveriges högsta serie i ishockey säsongen 1928/1929. Sedan förra säsongen hade två lag tillkommit: Karlbergs BK och Djurgårdens IF, som båda flyttats upp från Klass I. I själva serien fick Göta oväntat hårt motstånd från fr.a. Södertälje som tog tre av fyra poäng i mötena lagen emellan. Södertälje lyckades dock inte hålla hela vägen utan Göta kunde trots allt ta hem serien.
| Nr | Lag            | S  | V | O | F | GM | IM | MK   | P  |
| -- | -------------- | -- | - | - | - | -- | -- | ---- | -- |
| 1  | IK Göta        | 10 | 7 | 1 | 2 | 39 | 13 | 3    | 15 |
| 2  | Södertälje SK  | 10 | 6 | 2 | 2 | 38 | 18 | 2.11 | 14 |
| 3  | Djurgårdens IF | 10 | 6 | 1 | 3 | 27 | 21 | 1.29 | 13 |
| 4  | Karlbergs BK   | 10 | 4 | 1 | 5 | 22 | 28 | 0.79 | 9  |
| 5  | Hammarby IF    | 10 | 3 | 1 | 6 | 25 | 38 | 0.66 | 7  |
| 6  | Lidingö IF     | 10 | 1 | 0 | 9 | 17 | 50 | 0.34 | 2  |

|                | DIF | HIF | IKG | KBK | LIF | SSK |
| Djurgårdens IF | —   | 4–2 | 1–3 | 1–1 | 5–2 | 3–0 |
| Hammarby IF    | 1–4 | —   | 1–6 | 2–0 | 5–3 | 2–2 |
| IK Göta        | 5–1 | 5–1 | —   | 5–1 | 5–3 | 3–3 |
| Karlbergs BK   | 2–3 | 5–4 | 1–5 | —   | 4–1 | 3–6 |
| Lidingö IF     | 3–2 | 3–5 | 0–7 | 2–3 | —   | 0–6 |
| Södertälje SK  | 2–3 | 6–2 | 1–0 | 4–2 | 8–0 | —   |